# Antonio González Pacheco
Antonio González Pacheco (Aldea del Cano, 10 d'octubre de 1946 - Madrid, 7 de maig de 2020), més conegut pel seu àlies Billy el Niño, va ser un policia franquista espanyol, torturador i inspector del Cos Superior de Policia durant la transició espanyola. Fou àmpliament conegut per diverses acusacions de greus tortures durant el franquisme, mentre treballava a la Brigada Político-social, motiu pel qual va ser requerit per la querella argentina contra els crims del franquisme.

## Biografia
Va néixer en el si d'una família humil a Aldea del Cano, un poble de la província de Càceres, a Extremadura.
Durant la dictadura franquista va ingressar al Cos General de Policia, i va arribar a ser número dos del comissari Roberto Conesa a la Brigada Político-Social (BPS). Aviat es va fer conegut per les pallisses i els maltractaments que infligia als detinguts durant els interrogatoris a la seu de la Direcció General de Seguretat (DGS). Ja el 1974, un jutjat el va condemnar a una multa per les coaccions i maltractaments infligits al periodista Francisco Lobatón. L'ex-diputat José Luis Uriz el va relacionar amb la mort de l'estudiant Enrique Ruano, ocorreguda el 1969 en circumstàncies no del tot aclarides.
A partir de 1977, en ple procés de la transició espanyola, va passar a ser inspector del Cos Superior de Policia i integrat en la nova Brigada Central d'Informació, després de la desaparició de la Brigada Político-social. En aquesta època es va destacar en la lluita antiterrorista contra el GRAPO, especialment per l'alliberament del President del Consell d'Estat, Antonio María de Oriol y Urquijo, que havia estat segrestat pel GRAPO. El juliol d'aquest any el ministre de la governació Rodolfo Martín Villa li va concedir la medalla de plata al Mèrit Policial.
El 1981 va ser traslladat a la Comissaria General de la Policia judicial, cosa que es va interpretar com una mesura per «intentar millorar la imatge de la Brigada Central d'Informació». Poc després, el 1982 va abandonar la policia i des de llavors va passar a treballar com cap de seguretat per a diverses empreses privades, com la Renault Espanya.
El 18 setembre 2013 la jutgessa argentina María Servini va dictar ordre internacional de crida i cerca contra ell i altres quatre antics membres de les Forces de seguretat franquistes. La justícia argentina el reclama per un suposat delicte de tortures comès contra tretze persones entre 1971 i 1975, sobre la base de la querella argentina contra els crims del franquisme. En vistes d'una possible extradició, el 5 de desembre l'Audiència Nacional li va retirar el passaport i li va ordenar presentar-se cada setmana en seu judicial.
L'abril de 2014 l'Audiència Nacional va rebutjar l'extradició de González Pacheco, argumentant que aquests delictes de tortures havien ja "àmpliament prescrit", en oposició al raonament jurídic de la magistrada Maria Servini.
Moriria el 7 de maig de 2020, al voltant de les set del matí ingressat a la clínica madrilenya San Francisco de Asís, ja que se li havia diagnosticat COVID-19 i patia d'un mal al ronyó. En compliment de la Llei de Memòria Democràtica, el 30 de desembre de 2022, el Govern espanyol li va retirar les quatre medalles amb dotació econòmica que disposava, una concedida durant el Franquisme i les altres tres a l'inici de la Transició democràtica.